# Conveni de Denavit-Hartenberg

Coordenades assignades a les articulacions d'un robot seguint el conveni de Denavit-Hartenberg.

El conveni de Denavit-Hartenberg, o notació de DH, és un mètode sistemàtic d'analitzar la cinemàtica directa d'un robot.
Aquest algoritme permet trobar la posició i orientació final del terminal d'un robot industrial, respecte un sistema de coordenades de referència, coneixent els valors de les articulacions i els paràmetres geomètrics dels elements del robot. El mètode usa una matriu de transformació homogènia per descriure la relació entre els sòlids rígids adjacents, relacionant, en global, l'extrem del robot amb el sistema de coordenades de la base.
Aquesta solució matricial va ser desenvolupada el 1955 per Jacques Denavit i Richard Hartenberg com una manera sistemàtica d'establir un sistema de coordenades lligat a cada element {Si}, que mitjançant 4 transformacions bàsiques permet determinar les equacions cinemàtiques de la cadena completa.

## Procediment
Un manipulador robòtic, o una cadena cinemàtica en animació, és una cadena de sòlids rígids, anomenats elements (o links en anglès), connectats per una sèrie d'articulacions (o joints en anglès). Les articulacions són dues superfícies lliscant la una sobre l'altra relativament. En total hi ha sis parells cinemàtics, o articulacions, possibles: prismàtiques, de revolució, cilíndriques, de vis, esfèrques i planars. Generalment, en un robot, només es fan servir prismàtiques i de revolució.
En una cadena oberta, per cada articulació i 2 elements s'afegeix un grau de llibertat. Així, per n articulacions hi ha n graus de llibertat. El primer element de la cadena, juntament amb la base, estableix la base de l'eix de coordenades per l'anàlisi d'un robot industrial. Per altra banda, l'últim element acomoda el terminal, una eina o pinça que no es considera part del manipulador robot.
Els passos que s'han de seguir per determinar la posició del terminal respecte la base de l'eix de coordenades són:
1. Numerar els elements començant des de 1, primer sòlid rígid de la cadena mòbil, i acabant en n. S'enumerarà com a element 0 a la base fixa del robot.
2. Numerar cada articulació començant per 1, corresponent al primer grau de llibertat, i acabant en n.
3. Localitzar l'eix de cada articulació. Si aquesta és rotativa, l'eix serà el seu propi eix de gir. Si és prismàtica, serà l'eix sobre el qual es faci el desplaçament.
4. Per a i de 0 a n-1 situar l'eix zi sobre l'eix de l'articulació i+1.
5. Situar l'origen del sistema de la base {S0} en qualsevol punt de l'eix z0. Els eixos x0 i y0 se situaran de manera que compleixin amb la regla de la mà dreta amb z0 (sistema dextrogir).
6. Per a i de 1 a n-1, situar el sistema {Si}, solidari a l'element i, en la intersecció de l'eix zi amb la línia normal comú a zi-1 i zi. Si tots dos eixos es tallessin se situaria {Si} al punt de tall. Si fossin paral·lels {Si} se situaria a l'articulació i+1.
7. Situar xi en la línia normal comú a zi-1 i zi.[6]
8. Situar yi de manera que es formi un sistema dextrogir amb xi i zi.
9. Situar el sistema {Sn} a l'extrem del robot de manera que zn coincideixi amb la direcció zn-1 i xn sigui normal a zn-1 i zn.
10. Obtenir θi com a angle que ha de girar al voltant de zi-1 perquè xi-1 i xi quedin paral·lels.
11. Obtenir di com la distància, de llarg de zi-1, que s'hauria de desplaçar {Si-1} perquè xi i xi-1 quedessin alineats.
12. Obtenir ai com la distància mesurada de llarg de xi (que ara coincidiria amb xi-1) que hauria de desplaçar-se el nou {Si-1} perquè el seu origen coincidís amb {Si}.
13. Obtenir αi com l'angle que hauria de girar al voltant de xi (que ara coincidiria amb xi-1) perquè el nou Si-1 coincidís totalment amb Si.
14. Obtenir les matrius de transformació i-1Ai.
15. Obtenir la matriu de transformació que relaciona el sistema de la base amb la de l'extrem del robot 0Tn=0A1,¹A₂,n-1An.
16. La matriu T defineix l'orientació (submatriu de rotació) i posició (submatriu de translació) de l'extrem referit a la base en funció de les n coordenades articulars.[7]

Exemples d'aquest procediment són presentats a l'apartat de cinemàtica dels articles del robot articulat, cilíndric, esfèric i SCARA.

## Paràmetres de Denavit-Hartenberg

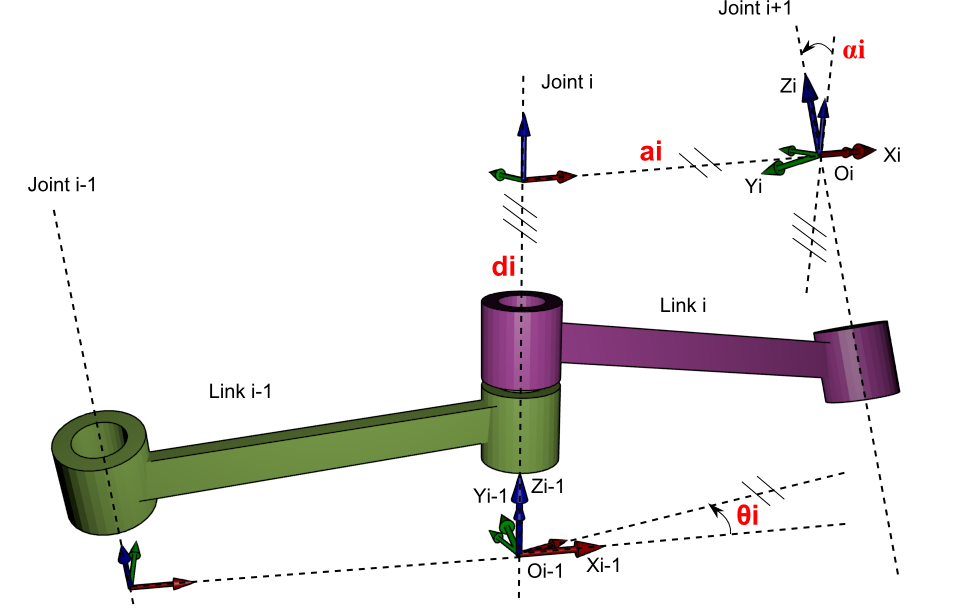
Paràmetres de Denavit-Hartenberg en vermell.

Els quatre paràmetres de Denavit-Hartenberg (θi, di, ai, αi) depenen únicament de les característiques geomètriques de cada element i de les articulacions que els uneixen. En concret representen:
- θi o l'angle de l'articulació. És l'angle que formen els eixos xi-1 i xi, mesurat en un pla perpendicular a l'eix zi-1, usant la regla de la mà dreta. Es tracta d'un paràmetre variable en articulacions giratòries.
- di o desplaçament d'element. És la distància al llarg de l'eix zi-1 des de l'origen del sistema de coordenades (i-1)èssim fins a la intersecció de l'eix zi-1 amb l'eix xi. Es tracta d'un paràmetre variable en articulacions prismàtiques.
- ai o llargada d'element. És la distància al llarg de l'eix xi que va desde la intersecció de l'eix zi-1 amb l'eix xi fins a l'origen del sistema i-èssim, en el cas d'articulacions giratòries. En el cas d'articulacions prismàtiques, es calcula com la distància més curta entre els eixos zi-1 i zi.
- αi o gir d'element. És l'angle de separació de l'eix zi-1 i l'eix zi, mitjançant un pla perpendicular a l'eix xi, usant la regla de la mà dreta.

## Matrius de transformació
Seguint la convenció de Denavit-Hartenberg cada transformació homogènia A es pot representar com un producte de quatre transformacions bàsiques:
{\displaystyle A_{i}=Rot_{z,\theta _{i}}\cdot Trans_{z,d_{i}}\cdot Trans_{x,a_{i}}\cdot Rot_{x,\alpha _{i}}}
{\displaystyle A_{i}={\begin{bmatrix}c_{\theta _{i}}&-s_{\theta _{i}}&0&0\\s_{\theta _{i}}&c_{\theta _{i}}&0&0\\0&0&1&0\\0&0&0&1\end{bmatrix}}\cdot {\begin{bmatrix}1&0&0&0\\0&1&0&0\\0&0&1&d_{i}\\0&0&0&1\end{bmatrix}}\cdot {\begin{bmatrix}1&0&0&a_{i}\\0&1&0&0\\0&0&1&0\\0&0&0&1\end{bmatrix}}\cdot {\begin{bmatrix}1&0&0&0\\0&c_{\alpha _{i}}&-s_{\alpha _{i}}&0\\0&s_{\alpha _{i}}&c_{\alpha _{i}}&0\\0&0&0&1\end{bmatrix}}}
{\displaystyle A_{i}={\begin{bmatrix}c_{\theta _{i}}&-s_{\theta _{i}}c_{\alpha _{i}}&s_{\theta _{i}}s_{\alpha _{i}}&a_{i}c_{\theta _{i}}\\s_{\theta _{i}}&c_{\theta _{i}}c_{\alpha _{i}}&-c_{\theta _{i}}s_{\alpha _{i}}&a_{i}s_{\theta _{i}}\\0&s_{\alpha _{i}}&c_{\alpha _{i}}&d_{i}\\0&0&0&1\end{bmatrix}}}
On les lletres c i s són les funcions cosinus i sinus, respectivament, i les lletres θi, di, ai, αi són els quatre paràmetres de Denavit-Hartenberg, descrits prèviament.